# Matang Meunye (Syamtalira Aron)
Matang Meunye is een bestuurslaag in het regentschap Aceh Utara van de provincie Atjeh, Indonesië. Matang Meunye telt 493 inwoners (volkstelling 2010).